# Anette Poelman
Anette Wiea Luka Poelman, född 8 juni 1853 i Holwierde, död 10 februari 1914 i Amsterdam, var en nederländsk feminist. Hon grundade 1894 den första organisationen för kvinnlig rösträtt i Nederländerna, FRP. Hon grundade också kvinnoföreningen OV och var en av grundarna till det liberala partiet.  

## Biografi
Anette Poelman var dotter till predikanten, journalisten och parlamentsledamoten Adrian Louis Poelman och Catherine Reijnder och från 1876 gift med förläggaren William Versluys (1851-1937). Poelman växte upp i ett intellektuellt hem, där fadern hade radikala idéer i både politiskt och religiöst avseende. Hon utbildade sig till lärare men var aldrig verksam utan försörjdes av maken efter giftermålet 1876. Makens bokförlag var känt för att ge ut verk av radikala författare, men det är okänt hur mycket det påverkade Poelman. 
År 1893 efterlyste Wilhelmina Druckers kvinnoorganisation grundandet av en förening för kvinnlig rösträtt, och året därpå ingick Poelman i den styrelse som grundade rösträttsföreningen FRP. Hon var dess ordförande från grundandet fram till 1903, med undantag av året 1895, då hon var kassör. Hon turnerade Nederländerna och grundade lokala avdelningar av föreningen och höll tal, förhandlade med ministrar och framträdde i pressen. Hon talade om lika utbildning och yrkesliv, om den sexuella dubbelmoralen och militärtjänst för kvinnor. 1901 var hon med om grundandet av ett liberalt parti och ingick i dess styrelse, och hon blev som sådan den andra kvinnan efter Cornélie Huygens med formell politisk ställning.
Poelman grundade 1897 föreningen OV, vars syfte var att skydda ogifta mödrars rättigheter och arbeta för en förändring av äktenskapslagstiftningen, och hon var dess ordförande 1901-1904. 1905 grundande hon ett hem för ogifta mödrar, som hon skötte till sin död. Hon var år 1912 en av få kvinnor som öppet stödde avkriminaliseringen av homosexualitet.